# 南沙織のすべて
『南沙織のすべて』は、南沙織のベスト・アルバム。1983年11月5日発売。発売元はCBSソニー。

## 解説
- 1971年の歌手デビュー曲「17才」から1978年のカヴァー・シングル「グッバイガール」まで、全28枚のシングル・ナンバーの中から選曲されたベスト・セレクション。
- デイヴィッド・ゲイツのカヴァーソング「グッバイガール」はA面の日本語ヴァージョンではなく、アルバム『Simplicity』（1978年10月1日）にも収録されたB面の英語ヴァージョンが収録されている。のちにリリースされた、1970年代の全シングルA面コレクション『南沙織ベスト Recall 〜28 SINGLES SAORI + 1〜』（1992年2月21日）で日本語ヴァージョンがCD化された。なお、英語ヴァージョンは当作品以降、通信販売商品や限定生産商品を除いて、一般のCDショップで購入可能なベスト盤には一切収録されていない。
- CD化されたシングル・ベストの中では、最も発売日が古い作品になる。
- なお、1976年にもLP2枚組で『Best of Best 南沙織のすべて』という、全く同じタイトルのベストアルバムがリリースされている。タイトルが同じだけで、収録曲は異なる。

## 収録曲
1. 17才　
  - 作詞: 有馬三恵子、作曲・編曲: 筒美京平

第22回NHK紅白歌合戦 歌唱曲
第13回 輝く!日本レコード大賞 新人賞受賞
2. 潮風のメロディ　
  - 作詞: 有馬三恵子、作曲・編曲: 筒美京平
3. ともだち　
  - 作詞: 有馬三恵子、作曲・編曲: 筒美京平
4. 純潔　
  - 作詞: 有馬三恵子、作曲・編曲: 筒美京平

第23回NHK紅白歌合戦 歌唱曲
5. 哀愁のページ　
  - 作詞: 有馬三恵子、作曲・編曲: 筒美京平
6. 早春の港　
  - 作詞: 有馬三恵子、作曲・編曲: 筒美京平
7. 傷つく世代　
  - 作詞: 有馬三恵子、作曲・編曲: 筒美京平
8. 色づく街　
  - 作詞: 有馬三恵子、作曲・編曲: 筒美京平

第24回 & 第42回NHK紅白歌合戦 歌唱曲
9. ひとかけらの純情　
  - 作詞: 有馬三恵子、作曲・編曲: 筒美京平
10. バラのかげり　
  - 作詞: 有馬三恵子、作曲・編曲: 筒美京平
11. 夏の感情　
  - 作詞: 有馬三恵子、作曲・編曲: 筒美京平

第25回NHK紅白歌合戦 歌唱曲
12. 夜霧の街　
  - 作詞: 有馬三恵子、作曲・編曲: 筒美京平
13. 想い出通り　
  - 作詞: 有馬三恵子、作曲: 筒美京平、編曲: 萩田光雄
14. 人恋しくて　
  - 作詞: 中里綴、作曲: 田山雅充、編曲: 水谷公生

第26回NHK紅白歌合戦 歌唱曲
第17回 輝く!日本レコード大賞 歌唱賞受賞
15. 哀しい妖精　
  - 作詞: 松本隆、作曲: ジャニス・イアン、編曲: 萩田光雄

第27回NHK紅白歌合戦 歌唱曲
16. 春の予感‐I've been mellow‐　
  - 作詞・作曲・編曲: 尾崎亜美

資生堂'78春キャンペーン・ソング
17. Ms. （ミズ）　
  - 作詞: 有馬三恵子、作曲・編曲: 筒美京平
18. Good-bye Girl　
  - 作詞・作曲: David Gates、編曲: 川村栄二